# Fatehpur Szíkri
Fatehpur Szíkri   (Hindi: फ़तेहपुर सीकरी),  az indiai Mogul Birodalom fővárosa volt I. Akbar sah uralkodása alatt, 1571-től 1585-ig, amikor azt lakosai uralkodói parancsra elhagyták, feltehetően a víz hiánya miatt. Fatehpur Szíkri a fővárossal, Agrával osztozott a császári adókból, ugyanis az agrai erőd biztonságos falai között őrizték a fegyver- és kincstárat, illetve az egyéb birodalmi tartalékok nagy részét. Válság idején az udvart – beleértve a háremet és a kincstárat – a mindössze 26 mérföldre fekvő Agrába lehetett szállítani. Különös jelentősége abban áll, hogy Gudzsarát, Mávdi és Hándes elfoglalása után, a birodalommá szerveződő mogul uralom kezdetén született, így a korszak első egységes építészeti koncepciót felvonultató épületegyüttese. 
A város fennállása alatt számtalan újítás született a mezőgazdaság, érmeverés, katonai szervezet és a tartományi közigazgatás területén. Építményei, a paloták, csarnokok és mecsetek tükrözik a mogul uralkodókat jellemző iszlám-hindu szintézist mutató kreatív törekvéseket.    
1584-ben Akbar a birodalmi központot Lahorba helyezte, mivel így könnyebben védekezhetett a Perzsia és Afganisztán felől betörő támadások ellen, de az udvar magas rangú tagjainak, illetve anyjának, Mardzsam Makáninak fő rezidenciája továbbra is Fatehpur Szíkri maradt. 1619-ben Akbar fia és utóda,  Dzsahángír hónapokat töltött a városban.  Az Akbar korában több tízezer lakosú  város ma már csak egy palotaegyüttes. Az eredetileg nevét adó Szíkri a sziklapárkány alatt terült el, és  napjainkra  már teljesen megsemmisült.
Fatehpur Szíkrit 1986-ban az  UNESCO védelem alá helyezte. Néhány kortárs indiai építész szerint a mai napig fontos  inspirációs forrás Indiában.

## A város története

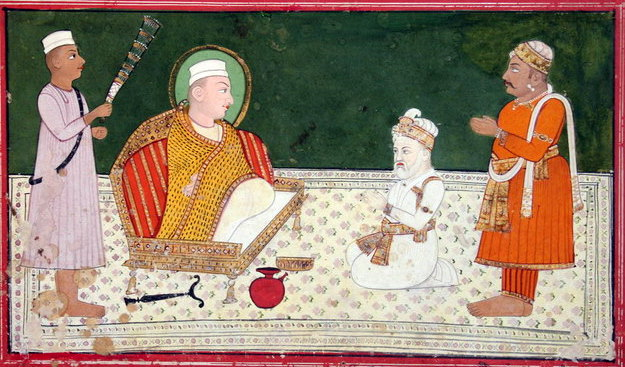
Akbar a szúfi szent ember, Szálim Csiszti segítségét kéri a gyermekáldáshoz

Akbar 1568-ban, Szíkri település közelében, egy három kilométer  hosszú és másfél kilométer széles sziklapárkányon kezdte építeni városát, a legenda szerint Szálim Csiszti szúfi sejk (1480–1572) tiszteletére, mivel az imájával elősegítette, hogy fiúörököse szülessen. 
A szikla tetejét legyalultatta, és a domb aljánál 30 kilométer kerületű mesterséges tavat hozatott létre. 1573-ban, gudzsaráti hadjáratáról hazatérve, a várost Fatehpurnak, azaz a „győzelem városának” nevezte el. 1585-ben  fővárosát Lahorba helyezte át, mivel hadjáratai során nem bízott abban, hogy egy támadás esetén a várost – a vízkészlet hiánya miatt – megfelelően védeni tudná. 
A legenda szerint Szálim Csiszti panaszkodott, hogy zavarja a város zaja az elmélkedésében, ezért Akbar kiüríttette a várost, és szigorú parancsára abba újra beköltözni is tilos volt. A fából készült  szerkezetek kivételével, amiket a környék lakosai elhordtak, az építmény szinte érintetlenül megmaradt.
Akbar szent városnak építtette, elsősorban azért, hogy elfogadtassa toleráns, a nagy világvallások egységét hirdető új vallását, a leginkább  zoroasztizmusra hasonlító Dín-i-Iláhit, ám ez nem sikerült neki, alig néhány követője akadt.  A város feladásában csalódottsága is szerepet játszhatott. 1585 után építészeti elgondolásait Agrában próbálta megvalósítani.

## Főbb építmények

Az építmények elhelyezkedése (leírás a kép adatai között)

Fatehpur Szíkri épületei különböző regionális iskolák építészeti  szintézise, például  stílusában  gudzsaráti és bengáli jegyek figyelhetők meg – ennek oka, hogy a  hazai kézművesek a birodalom különböző régióiból érkeztek –,  elsősorban azonban timurida formákat követ.  Gyakran megfigyelhető a  hindu és dzsaina építészet befolyása az iszlám elemeivel keveredve. Az építőanyag túlnyomórészt vörös homokkő, amelyet ugyanabból a sziklából bányásztak,  amelyen  a város fekszik. 

### Díván-i-Khász

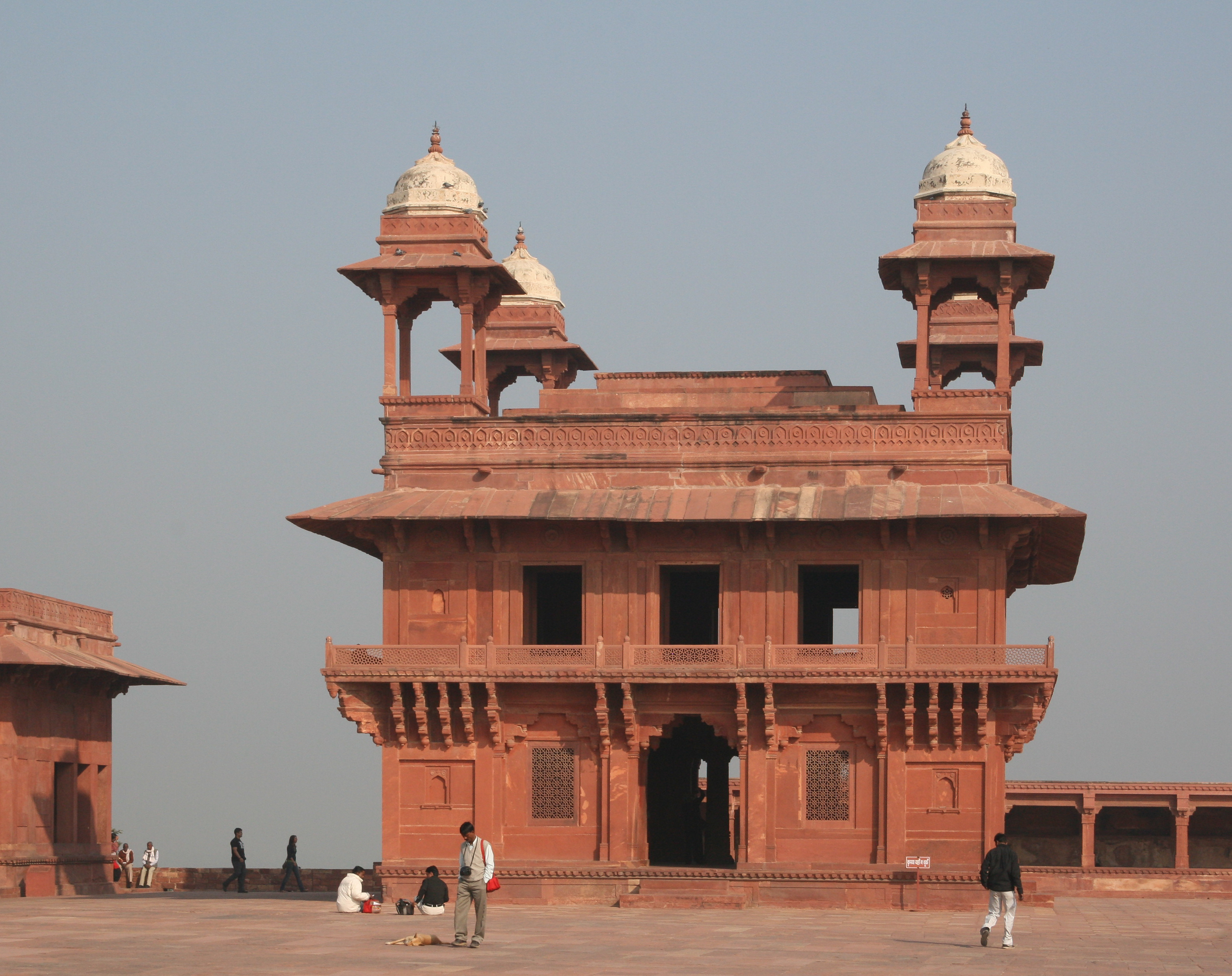
Díván-i-Khász

A Magánkihallgatások Csarnoka Akbar sah építészeti örökségének állít emléket. A Díván-i-Khász úgy is ismert mint  Ékszerház vagy az Eksztambha Praszádam, azaz  az „Egységes vallás pillére”. Híres központi eleme a harminchat oszloppal körülvett Akbar ítélőszéke.
Az  ékszerek ismerete a művelt  mogul udvari ember ismérve volt.  Az ebben az épületben található királyi termekben  Akbar  drágaköveket és ékszereket halmozott fel. A pulpituson  Akbar ült, mintegy a vagyona tetején, hogy ellenőrizze értékes kincseit.  Abul Fazl történetíró megemlíti, hogy három különböző módon rendezték a vagyontárgyakat: egy terem volt az arany (muhr)  és az ezüst (rúpia),  egy a drágakövek és ékszerek, egy pedig a réz (gát) kincsek számára.
Ez a szokatlan belsővel rendelkező elegáns épület kívülről  két emeletből áll,  de belül egyetlen nagy belmagasságú termet képez. Ezt négy kioszk hidalja át.  Négy bejárati ajtó vezet a mogul építészet egyik legbátrabban szerkesztett  pilléréhez, ahol mély kiugrók és erkélyek a domináns építészeti jellemzők. Egy két méter magas, magányos oszlop áll a központi terem közepén, amely kör alakú platformot tart. Ezt 36 konzol  támasztja alá.   Átlósan kapcsolódó 4 kőhíd vezet a  felső emeleten végigfutó galériákhoz. Kis ablakok szegélyezik a   lépcsőházi galériákon található kioszkokat.

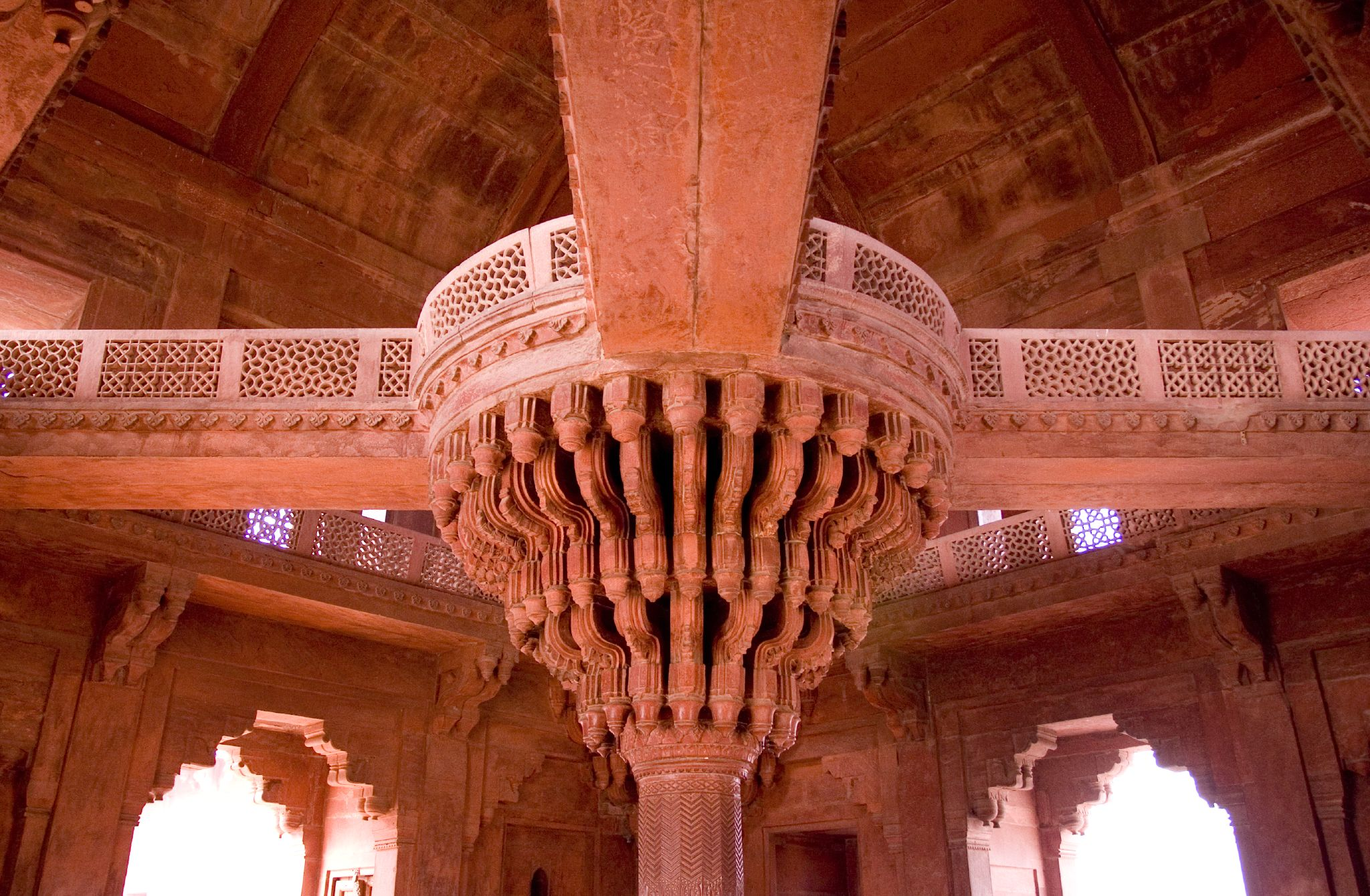
Díván-i-Khász, a központi pillér

A központi emelvény  szerepe ma még  nem ismert.  Szimbolikusan  a középső oszlopra ívelő négy híd jelenti a négy kontinensen uralkodó Akbar kozmikus hatalmának  fenntartását a  trónon. Akbar hindu-szimpátiája az építészetében is megnyilvánult. Egyesek úgy vélik, hogy ez az  oszlop jellemzi Akbar szakítását az iszlámmal, és az általa alapított  Din-I-Ilahi vallás erényeit hangsúlyozza. Valószínűleg a hindu és buddhista mitológia inspirálta, amelyben a emberiség  teremtése a lótuszvirágból születő  Brahmá érdeme. Az oszlopot dzsaina  konzolok támasztják meg, ez jelképezi a lótuszt,  az ülés a tanulás és a teremtés jelképe.
A boltozatot kőbordákból és panalekből építették. Egy átmeneti középső alátámasztás segítségével az építők helyükre tudták illeszteni a bordákat, így a súlyt a tartóoszlopokra és a szemöldökfákra helyezhették át.

### A Diván-Khána-I-Khász

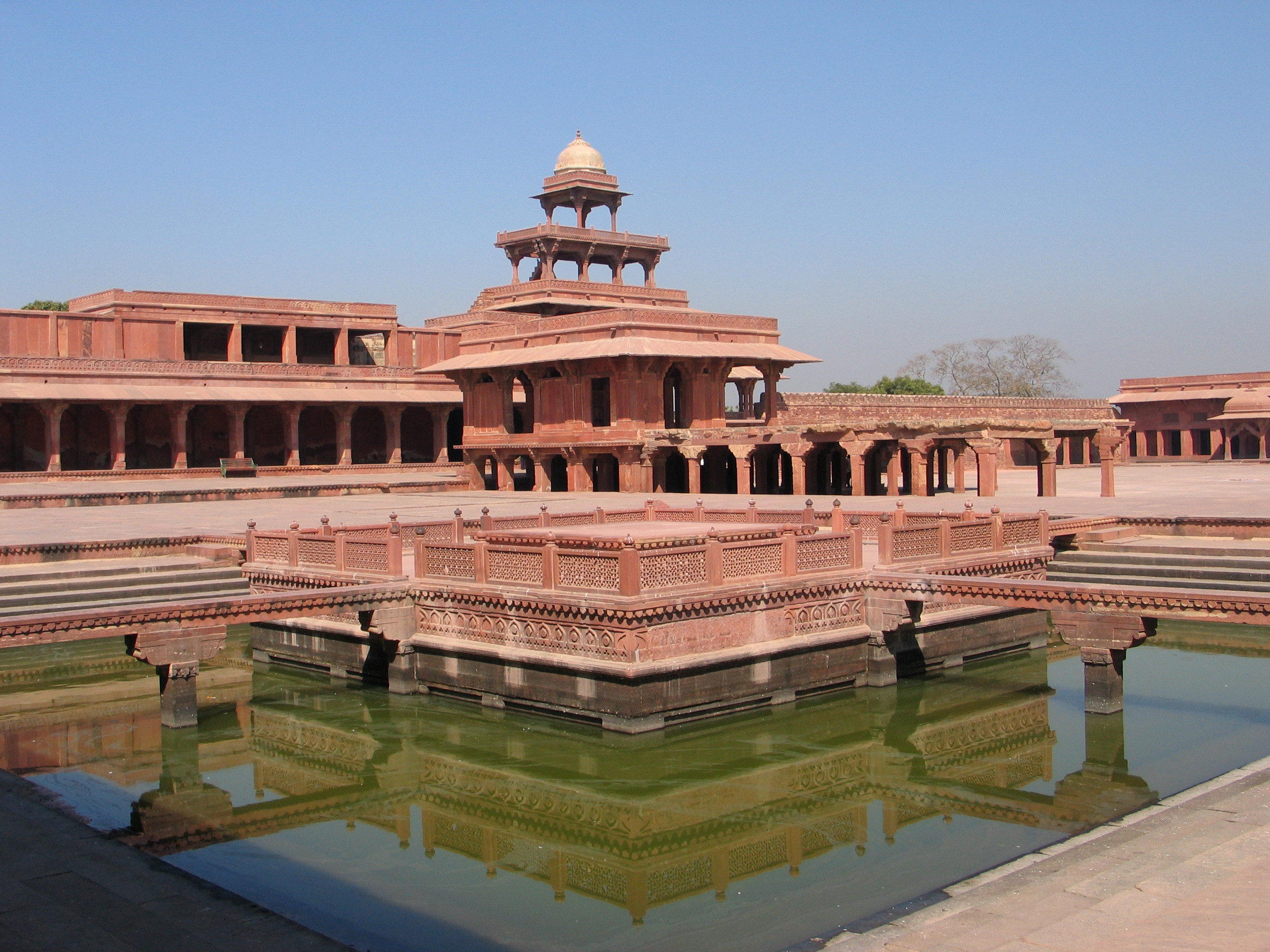
Anup Talao

A császári lakosztály épülete alsó falainak síkjában vájatok láthatók, amelyek elmozdítható kőlapoknak adtak helyet. Ezek mögött könyveket tároltak,  amelyeket rendszeresen felolvastak a császárnak.  Ezt a helyiséget étkezőnek is használták. A nagyterem mögött ,  a kiálló déli falon van a terasz, ahol a császár ült, lábát keresztbe téve a  vörös bársonyszőnyegen. Az őrök felügyelték és rangsor szerint sorbaállították  az udvaron várakozó alattvalókat. A szobától keletre egy kis fürdőszoba volt, amelyet a padló alatt futó csövek láttak el vízzel, ezeket a hidegebb napokon melegítették.  A központi terem falait és a mennyezetet  arany díszítések borították.
A nyugati falon egy ajtó található, amely most zárva van, ez  közvetlen hozzáférést biztosított a nemesek és hivatalnokok csarnokához, a Daftar Khánához, amelynek udvarán a hivatalnokok a császár fogadóórájára várakoztak.  1575-ben Akbar ezen a területen fogadta rokonát, Mirza Szulejmánt,  Badakhsán  száműzött uralkodóját, és az első jezsuita misszió is ide érkezett. Egy erkélyes ablak nyílt  a négyszög alakú térre, ahol a császár naponta megmutatta magát az alattvalóinak. Az uralkodót úgy imádták,  mint egy istent, és egyesek szerint nem ettek addig, amíg nem látták az uralkodó arcát.  Ez az úgynevezett "Dzsharóka Darsána", a megmutatkozás szertartása volt.  A megmutatkozás ablaka felett egy másik is látható, amely egy teraszra néz.  Mint Badauni leírja,   1578-1579 februárjában a nagy hindu eposz, a  Mahábhárata  brahmin előadója  ezen a teraszon szavalta el a császárnak a hőseposzt.  Akbar érdeklődéssel fordult  a különböző vallások felé, és előszeretettel olvasztotta be új, kialakulófélben levő vallási rendszerébe.

### Anup Talao

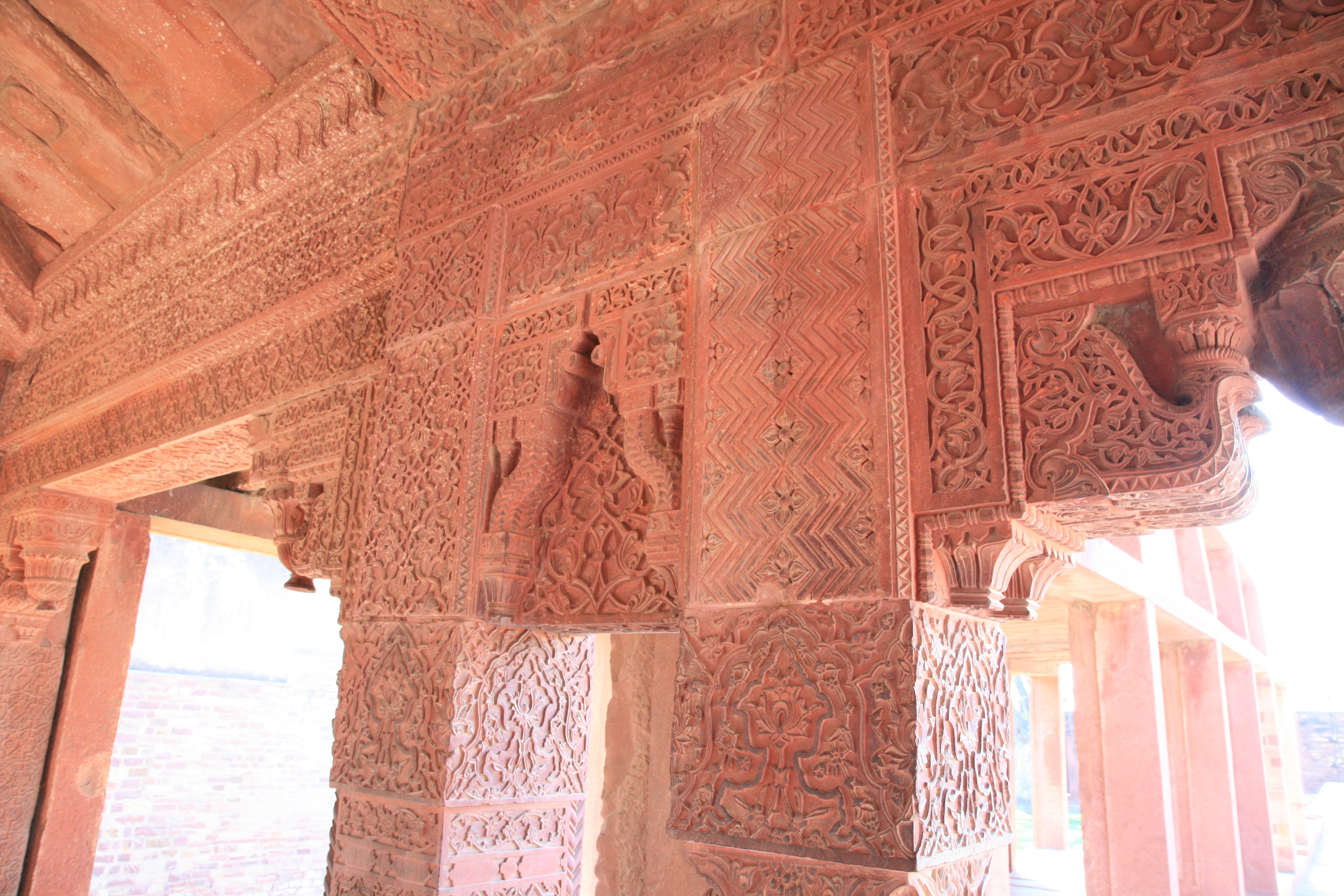
Török Szultána háza

Török Szultána házának, vagy  Csitrasálának is nevezik.
Ez a hely a pihenésre szolgált, eredetileg  Akbar első felesége, a török Istamboli Begum részére épült. Egyszobás épület, ám belső díszítése fényűző  faragásokkal és festményekkel pompázik. A perzsa stílusú képek dzsungeljeleneteket, állatokat ábrázolnak. Később az északnyugati oldalon a lányiskolához, a délkeletin pedig oszlopsorral a Daulat-Khánához, a császári palotához csatlakoztatták. Három kőgyűrű látható  1,98 méterre a talajszint felett, az áthidalók északi oldalán. Ezeket a vászonsátrak rögzítésére használták, amelyeket fontos tárgyalások alkalmával használtak. A terasz később a festők műterme is volt.
Található az északkeleti sarokban egy  magánudvar is, a Mahal-I-Khász, ahol egy egyemeletes lakás áll. Ennek méretei  3,96 x 1,37 méter, belül oszlopos verandákkal lezárva. A nyugati oldalon egy oszlopcsarnok van, 2,64 x 4,97 méter kiterjedéssel. Ennek az épületnek az északnyugati végét oszlopos veranda zárja le.  Bár egyszerű a szerkezete, a pavilon díszítése bonyolult virágrajzolatú, amelyet az iszlám képábrázolás tilalma miatt  Akbar fanatikus leszármazottai részben megcsonkítottak. A fürdőt kidolgozott stukkókkal díszítették, és hideg-meleg vízzel látták el.
Ez volt a kikapcsolódás helye. 1577 márciusában vászonból hosszú mecsetet emeltek Anup Talao közelében, ahol Akbar naponta ötször teljesítette a kötelező ima előírásait  a gyülekezetben, és megnyilatkozott az alattvalók számára.  1817-1898 között Sri Szajiad  Ahmad Khán, a brit kormány Fatehpur Szíkri felügyeletével megbízott  képviselője kialakított  az épületen belül egy új folyosót. A lépcsők hozzáférést biztosítottak a vízhez, ami az északi vízműből áramlott egy  csatornán keresztül, a Hauz-I-Sirin felől  a  palota meredek déli lejtőjén kívül. Zenés előadásokat is tartottak itt.  A fesztiválok időszaka alatt az egész víztartály tele volt érmékkel, amelyeket marékszám osztogattak a résztvevőknek.

### Naubat Khána
A dobház a bejárathoz közel helyezkedik el, mivel a fontos látogatókat dobszó és ének fogadta.

### Díván-i-Ám

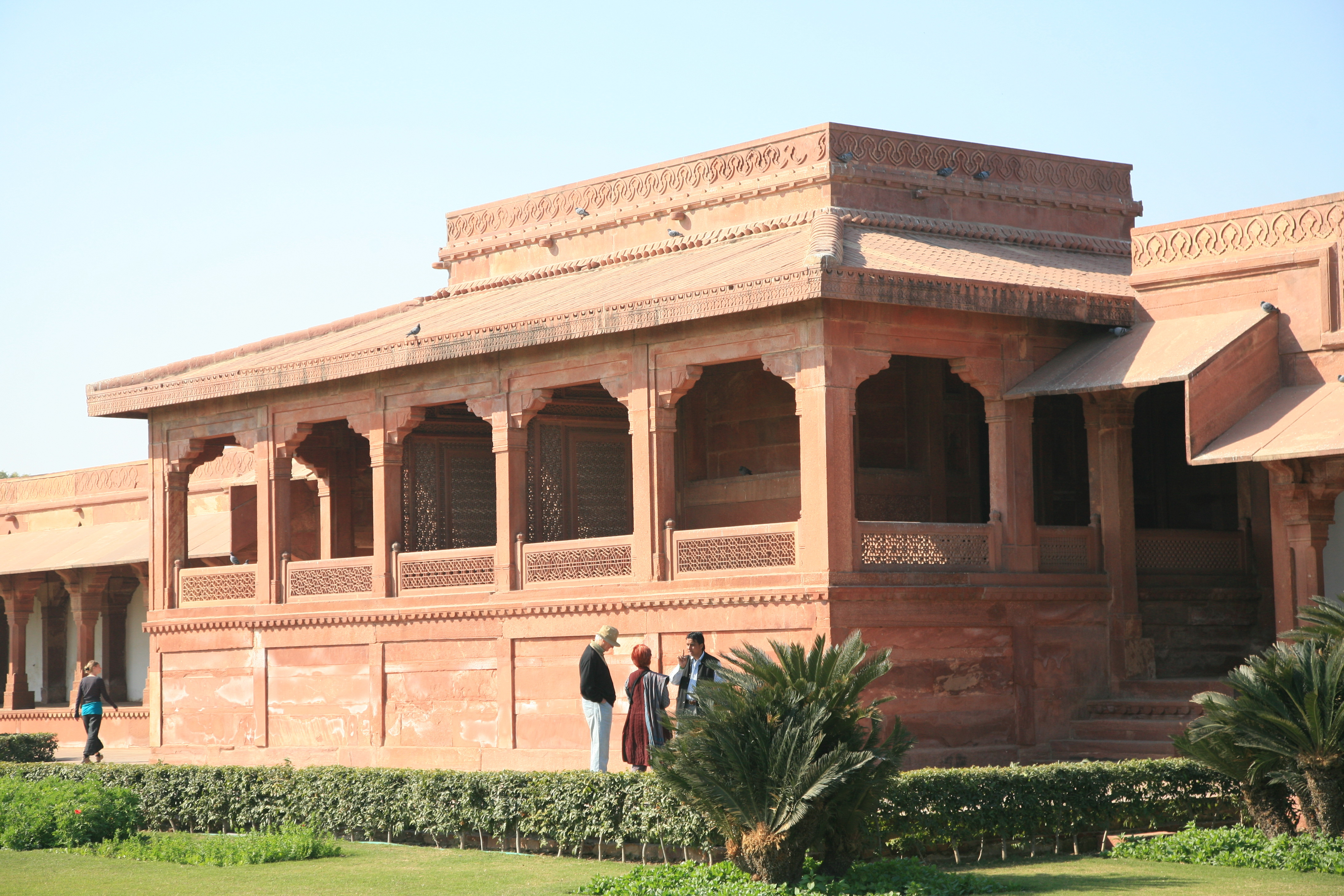
Díván-i-Ám

Nyilvános kihallgatások csarnoka, mely épület tipológiája megtalálható számos mogul városban, ahol az uralkodó megjelenik  a nagyközönség számára. Mintegy 100 méter hosszú nyitott folyosó, közepén a császár pavilonjával, amely egy nagy, nyitott térre néz.
Közvetlenül az Agra kapun, a  Naubat Khánán keresztül közelíthető meg.  Akbar itt hozott ítéletet, és osztott igazságot alattvalói között,  mintegy három órán át a napfelkelte után. A hóhér az egész meghallgatás alatt a kínzóeszközök mellett állt – bár azokat sosem használta –, hogy a fegyelmet fenntartsa a teremben.  Akbar délutánonként is ellátogatott ide,  a császári istállókból jövet, ahol megvizsgálta állatait, és megjutalmazta vagy büntette lovászait.

### Birbál Rádzsa háza
Az 1572-ben épült  ház Akbar kedvenc hindu miniszterének épülete, a hindu stílus egyik jellemző megnyilvánulása Fatehpur Szíkriben. Bár Rádzsa Birbálról nevezték el, aki Akbar új vallásának lelkes híve volt, valószínűleg Akbar egyik felesége lakhatott benne. Az egyemeletes épület két kupolával, tornáccal és oldalt kinyúló lejtős tetővel rendelkezik.

### Dzsod Bái palotája
Az épület, amely egy udvar körül épült, gudzsaráti hatásokat mutat, és különös figyelmet fordítottak titkos jellegére. Valószínűleg Akbar egyik hindu felesége részére építették. A muszlim és a hindu építészet ötvözete: az oszlopok hagyományos díszítései az erkélyeken és a boltíveken hindu, míg a kupolás tető muszlim jelleget tükröz. Nagy belső udvara körül helyezkednek el a lakószobák és a fürdők. A felső emeleten lévő szoba falai vörös homokkő rácsozatból állnak, ezért a „szelek palotájának” is nevezik az épületet. Valószínűleg az udvarhölgyek itt hűsöltek és nézelődhettek anélkül, hogy őket bárki megláthatta volna.

### Pacsiszi Udvar
Az udvar valójában egy négyzet alakú, nagy méretű társasjáték (a mai Ludo), amelyen élő emberek játszották a bábuk szerepét.

### Ánkh  Micsauli
Az építmény nevének jelentése: „csukott szemek”, és valójában  császári kincstárként használták,  nem pedig az Ánkh  Micsauli játék szinhelye volt. Itt Akbar személyes felügyelete mellett kezelték a bevételeket  és a kiadásokat.
Az épület négyszobás,  félig nyitott térrel. A központi terem 5x7 méter, ahonnan két lépcsőház vezet a lapos tetőre. Az üreges falak a  mélyedésekkel és  a nyílásokkal különböző kincsek tárolására szolgáltak. Akbar mint műgyűjtő  együtt tárolta itt  a régi tárgyakat és a ritka kéziratokat a családi örökséggel.
A kincsek őrei a hagyomány szerint szörnyfejek és kígyók,  amelyek konzolok formájában állnak ki a falból.

### Csár Csaman ciszterna
Egy ciszterna,melynek közepén lévő emelvényhez négy híd vezet.

### Pancs Mahal

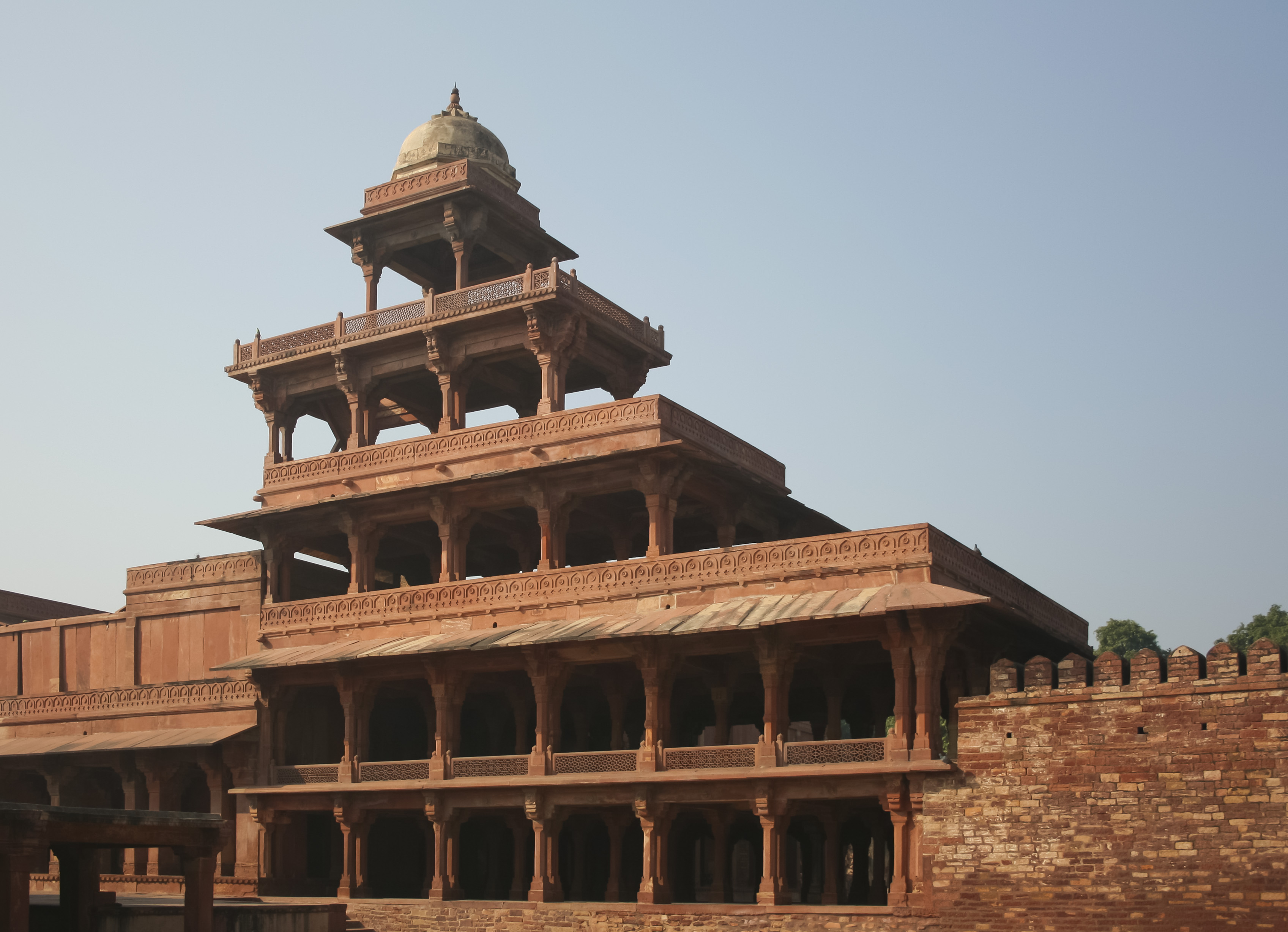
Pancs Mahal

A komplexum legmagasabb építménye a nyitott szerkezetű  Pancs Mahal, amely öt, egymáshoz oszlopokkal aszimmetrikusan kapcsolódó szintből áll.
A  földszint 84 oszlopot foglal magába, amely számot a  hinduk nagyon kedvezőnek tarták, mivel a hét ismert bolygó számának szorzata a zodiákus 12 jegyével. 
Akbar muszlim feleségei  az újholdat  jártak ide  megtekinteni, míg a rádzsputi hercegnők  teliholdkor látogatták ezt a helyet. A földszintet és az első emeletet eredetileg paravánokkal  osztották fel különféle  lakóhelyiségekre a család nőtagjai számára, akik innen élvezhették a kilátást és a hűs levegőt.
Az épület jól átszellőző nyitott szerkezete egyrészt mérsékelte a nyári forróságot, másrészt kilátást biztosított a környező panorámára. Fedett átjáró kapcsolta össze a helyet az uralkodó magánlakosztályával.
Míg a szerkezet hindu stílusjegyeket visel,  maga az épület egy buddhista kolostorra hasonlít. A földszint alapterülete a 84 oszloppal 22x18 méter. Az első emelet 65, a második 20, a harmadik 12, a negyedik pedig 4 oszlopot foglal magában, amely egy egykupolás pavilont tart.  A földszint minden egyes oszlopa egyedi stílusú és díszítésű.

### Lányiskola
Ezt az épületet egyes leírások úgy említik, mint egykori leányiskola, mások szerint víz és gyümölcsök tárolására használták. A középen kialakított udvar az iszlám előírásainak megfelelően elzárta a lányokat a külvilágtól,  míg a másik elmélet szerint az udvaron levő víztározó Akbar vallásának részeként a halhatatlanság vizét tárolta egy megbízható nemes felügyelete mellett. A körbefutó oszlopok közötti polcokat használták a gyümölcsök elraktározására. Az építményt később paravánokkal  zárták el. A negyven fogásos étkezésekhez az alapanyagokat itt kóstolták elő, és innen szervírozták a pazar lakomákhoz.

### Asztrológus széke

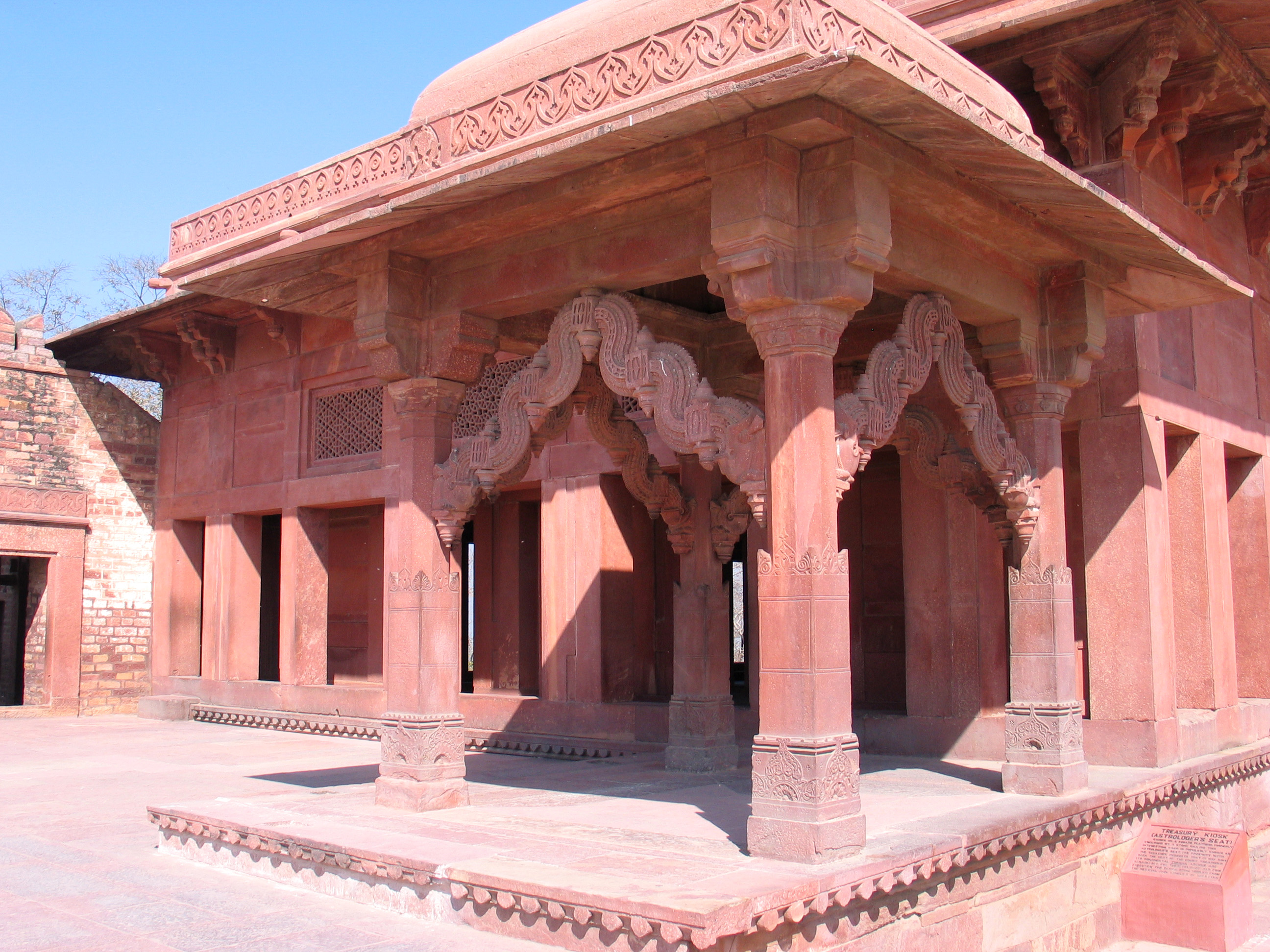
Az Asztrológus széke

Ebben a kioszkban volt a  hindu és muszlim asztrológusok (munaddzsimok) székhelye.  Magasan képzett tudósok voltak, akik  különböző asztrológiai rendszerek alapján előzetes prognózist adtak a császárnak döntései következményeiről.  A napi horoszkóp befolyásolta Akbar és az udvar szinte minden tevékenységét. Még a  császár ruhájának színei is összhangban voltak az  asztrológusok tanácsaival. Akbar uralkodó bolygója a Jupiter volt,  és a  színek, mint a sárga, lila és bíbor visszatükrözték ezt.
A  kioszk nyitott,  és  közel van a kincstárhoz, ez is lehetővé tette a császárnak, hogy figyelje az érmék elosztását. Az épület  rendszeres lakhelye volt  Phul Maliknak, a császár eunuchjának és legfőbb pénztárosának,  akinek a feladata volt betartatni a kincsek megfelelő  szállítását, rendszerezését.
Ez a nyitott struktúrájú épület gyakorlatilag az ékszerház  kiterjesztése volt, és bonyolult, dzsain architektúra díszíti mind a négy oldalát. A pavilont úgynevezett cshatri (esernyő formájú tető) koronázza.

### Buland Darváza

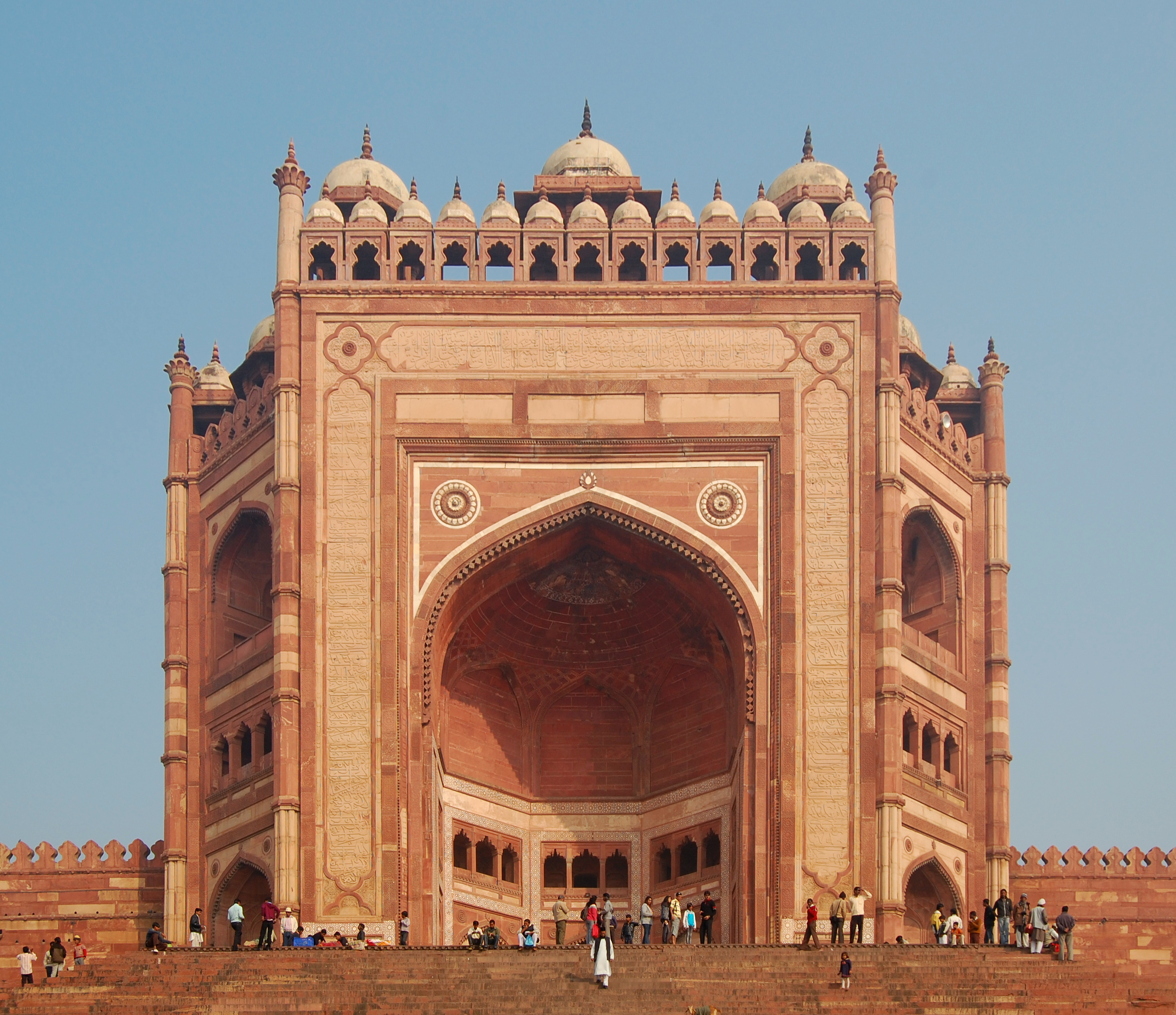
Buland Darváza

A "Fenséges Kapu" (1568–1578) az egyik átjáró a Dzsámi Maszdzsid felé, amely olyan hatalmas  építmény, hogy a várostól több kilométerre is látszik.  Fokozatosan csökkenő belsejével nyit átmenetet az udvar felé. 54 méteres magassága felülmúlta az addig legnagyobbnak tartott Sahr-e Sabsz ejvánját. Feliratai Akbar 1572-es gudzsaráti győzelmeit dicsőítik. Ez a kapu a bejárata  a Dzsama Maszdzsid nagymecset udvarának,  amely a későbbi gyülekezeti mecseteknek szolgált mintául a hasonló célú építményekben, például az agrai és a delhi vörös erődökben.

### Dzsama Maszdzsid

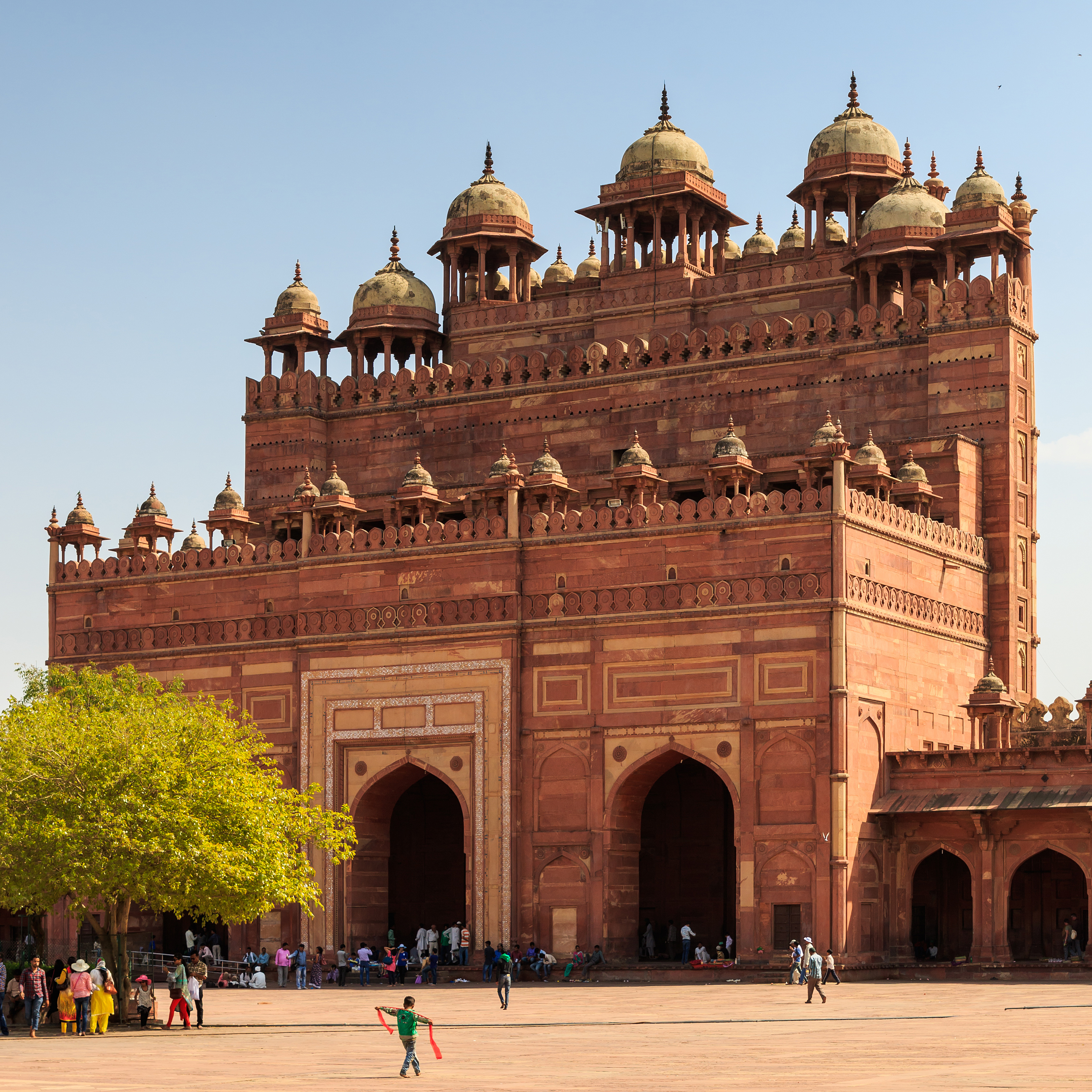
A Dzsama Maszdzsid császári bejárata

1571-1574 között építették, a legenda szerint Szalim Csiszti kérésére.  Az indiai mecsetekhez hasonlóan, egy folyosókkal körülzárt  központi udvart ölel körül. Megkülönböztető jegye a sor cshatri, azaz kis kupolás tornyok, amelyek a körbefutó oszlopcsarnok tetejét díszítik. Az oszlopcsarnokban kis fülkéket alakítottak ki a zarándokok és a tanulók számára. 
Két bejárata van, a Buland Darváza, a „fennséges kapu”, és a Bádsáhi Darváza, a császár személyes bejárata. Az imacsarnok előtt kialakított fényűző ejván takarja el a festett arabeszk díszítésű kupolákat. Az imacsarnok  timurida hatásokat mutató   aranyozott virágmintás ábráit vörös homokkőbe rakott fehér márványintarziák váltják.
A mecset, amely több mint a szentély, a legnagyobb volt abban a korban, mintegy tízezer ember befogadására tervezték. Udvarán két síremlék található, az egyik a legendás Szálim Csiszti sírja, a másik, közvetlenül mellette Iszlám Khán nyughelye, aki Szálim Csiszti unokaöccse és Dzsahángír egyik főhivatalnoka volt.

### Szálim Csiszti sírja

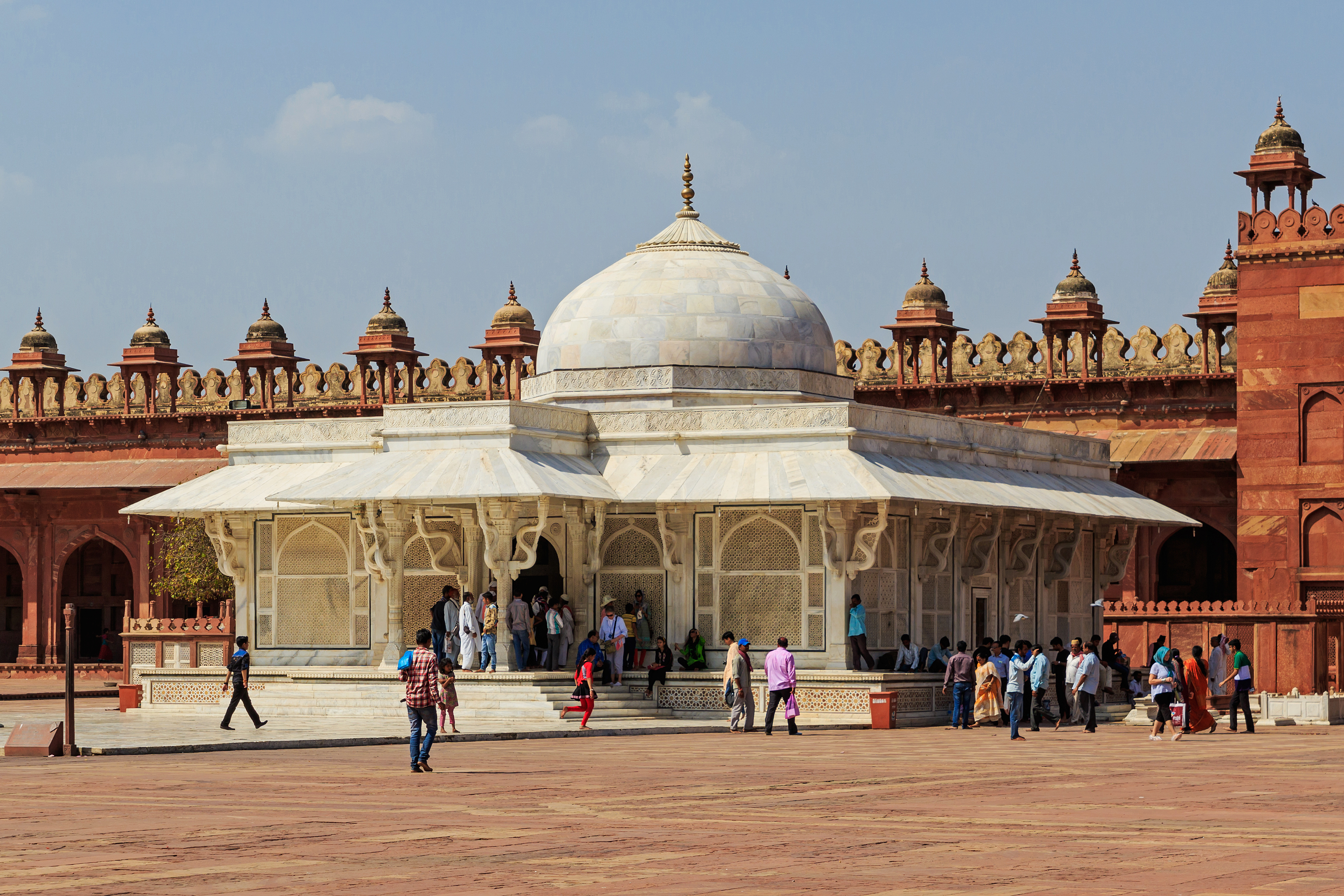
Szálim Csiszti síremléke

A fehér márvány épület  a szúfi szent ember,  Szálim Csiszti sírját őrzi,  aki Akbar tanácsadója  és tanára volt. Akbar tanácsot kért tőle, és arra kérte, hogy imádkozzon  számára fiúörökösért. Szálim Csiszti ígéretet tett azzal a feltétellel, hogy  Akbar átadja a fiú oktatását és nevelését  a szent embernek.  Az ima megtette hatását, és 1569-ben Akbar egy rádzsput feleségétől megszületett Szálim, a  későbbi Dzsahángír sah,  Akbar fiúgyermeke. Ezt követően, hálából,   Akbar  egész várost emelt  Fatehpur Szíkri néven Szálim Csiszti lakhelye köré. 
A négyzetes elrendezésű  épület könnyed, tekergős márványkonzolai támasztják meg a sátortetőt, amely fölött hatalmas, de arányos kupola  emelkedik. A rituális körbejárás egy zárt folyosón zajlik. Finom, márványból faragott, csipkeszerű falai lehetővé tették a kilátást, azonban a nap tűző sugarai ellen védték a kenotáfiumot.      
Eredetileg a sírt (illetve a kenotáfiumot) tartalmazó épület is vörös homokkőből épült, mint ahogy egész Fatehpur Szíkri épületei, sőt,  a többi Akbar kori  építmények is Agrában és Delhiben. Dzsahángír korában azonban az épületet átépítették fehér márványból, amely a mogul császárok kedvelt építőanyaga volt. A mai napig fontos zarándokhely. Hindu és muszlim gyermektelen asszonyok jönnek a szent sírjához gyermekáldásért imádkozni.